# Agapito Mosca
Agapito Mosca (ur. 28 kwietnia 1678 w Pesaro, zm. 21 sierpnia 1760 w Rzymie) – włoski kardynał.

## Życiorys
Urodził się 28 kwietnia 1628 roku w Pesaro, jako syn Carla Mosci i Ippolity Grepi. Studiował na Uniwersytecie w Urbino, gdzie uzyskał doktorat utroque iure. Następnie został referendarzem Trybunału Obojga Sygnatur i klerykiem Kamery Apostolskiej. 1 października 1732 roku został kreowany kardynałem diakonem i otrzymał diakonię San Giorgio in Velabro. W latach 1734–1740 był legatem w Ferrarze. Zmarł 21 sierpnia 1760 roku w Rzymie.